# Bistrup Kirke (Rudersdal Kommune)
 For alternative betydninger, se Bistrup Kirke. (Se også artikler, som begynder med Bistrup Kirke)
Bistrup Kirke er en kirke i Birkerød-bydelen Bistrup. Den er en selvbyggerkirke opført i årene 1962-67.

## Anlæggelse
På grund af befolkningstilvækst i Birkerød-området i 1950'erne tog sognepræsten i Birkerød Sogn, Johan C. Schwarz-Nielsen, initiativ til, at der skulle bygges en kirke i Bistrup-området. Kirkens menighed indsamlede selv en meget stor del af de midler, der var nødvendige for byggeriet. Det skete bl.a. ved husindsamlinger og årlige sommerfester.
Kirken blev tegnet af den lokale arkitekt Tyge Arnfred.
Den var den første danske selvbyggerkirke i 800 år. Selvbyggeriet var en konsekvens af Regeringen Jens Otto Krag I's byggestop, indført i november 1962, som medførte et midlertidigt stop for offentlige byggerier. Med pastor Schwarz-Nielsen i spidsen foreslog en gruppe borgere at opføre kirken uden brug af håndværkere. Kirkeministeriet, under kirkeminister Bodil Koch, gav accept til initiativet og en række byggehold arbejdede nu i perioden 1962 til 1967 hver aften fra 19 til 22. Der var i alt omkring 120 mennesker på seks byggehold, som kom til at arbejde en aften om ugen.
Først blev den del af bygningen, der i dag er sideskibet, færdig i 1963. Man fortsatte herefter med det store kirkerum og tårn, som stod færdig i 1967. Samme år blev kirkens orgel, bygget af Bruhn & Søn Orgelbyggeri, indsat. Det blev udvidet til at have 30 stemmer i 1987.
I 1979 blev der føjet en ny del til kirken, nemlig Gernersalen, som er en stor mødesal, et lille bibliotek og et kontor.
Det frivillige menighedsarbejde tog senere initiativ til opførelse af en vuggestue og en børnehave.

## Kirkebygningen og inventar
Bygningen har vægge af mørke, rødbrune sten, højtsiddende vinduer, et lyst loft, lyse bænke, store trædøre, store langsgående bjælker og et alter støbt i ret grov beton. altersølvet og døbefontens dåbsfad er lavet af sølv fra sognets folk, skænket til formålet. Klokketårnet har tre klokker, der samlet har inskriptionen: En røst der råber i ørkenen. Ban Herrens vej. Gør hans stier jævne.
Over hele altervæggen er der et "murstensmaleri" udført af Hans Christian Høier.

## Kirken i dag
I dag arrangerer det frivillige menighedsarbejde en årlig sommerfest på Grundlovsdag og driver også den lokale genbrugsforretning "Bøjlestangen" på Vasevej. Overskuddet fra disse aktiviteter uddeles til almennyttige organisationer lokalt, i resten af Danmark og i udlandet.